# تپه چغا شش بید
تپه چغا شش بید در شهرستان شازند، بخش مرکزی، روستای پاکل واقع شده و این اثر در تاریخ ۹ اردیبهشت ۱۳۸۲ با شمارهٔ ثبت ۸۵۷۲ به‌عنوان یکی از آثار ملی ایران به ثبت رسیده است.